# Hrabstwo Haskell (Oklahoma)

Piramida wieku mieszkańców hrabstwa Haskell

Haskell – hrabstwo w stanie Oklahoma w USA. Założone w 1909 roku. Populacja liczy 11 792 mieszkańców (stan według spisu z 2000 roku).
Powierzchnia hrabstwa to 1619 km² (w tym 125 km² stanowią wody). Gęstość zaludnienia wynosi 8 osoby/km².
Nazwa hrabstwa pochodzi od nazwiska Charlesa N. Haskella, pierwszego gubernatora stanu Oklahoma.

## Miasta
- Keota
- Kinta
- Lequire (CDP)
- McCurtain
- Stigler
- Tamaha
- Whitefield